# 多細胞生物
多細胞生物（たさいぼうせいぶつ、独: mehrzelliges Lebewesen、英: multicellular organism）とは、複数の細胞で体が構成されている生物のこと。一つの細胞のみで体が構成されている生物は単細胞生物と呼ばれる。動物界や植物界に所属するものは、すべて多細胞生物である。菌界のものには多細胞生物と若干の単細胞生物が含まれている。肉眼で確認できる大部分の生物は多細胞生物である。
細かく見れば、原核生物にも簡単な多細胞構造を持つものがあり、真核の単細胞生物が多い原生生物界にも、ある程度発達した多細胞体制を持つものが含まれる。

多細胞体制の進化は、その分類群により様々な形を取る。おおざっぱに見れば、その生物の生活と深く関わりがあるので、動物的なもの・植物的なものそれぞれに特徴的な発達が見られる。
最も少ない細胞数で構成されている生物は、シアワセモ (Tetrabaena socialis) の4個である。

## 多細胞体制の発達
単細胞生物は一細胞が一個体であり、細胞分裂がそのまま個体の増加につながるのに対し、多細胞生物の有性生殖では生殖細胞のみが次世代に引き継がれる。個体の増殖速度は単細胞生物の方が早く、短時間での繁殖には有利であるが、多細胞生物は細胞を専門化させ複雑な機能を獲得することにより生存を有利にする戦略をとってきた。
生物は進化の過程において複数回にわたって多細胞体制を獲得してきた。動物、菌類、植物はそれぞれ独立に多細胞化したと考えられている。比較的最近になって多細胞化した生物としては群体ボルボックスが知られている。化石の記録によると最初の多細胞生物は約10億年前に誕生したとされており、生物の誕生が35億年前であるから、多細胞化には25億年近くを必要としたことになる（地質時代参照）。多細胞化においては細胞同士の接着や、周りの細胞との協調が必要とされることから細胞間での情報伝達（シグナル伝達）が発達する必要があり、単細胞真核生物にこれらの機能が備わるまでに時間がかかったと考えられている。
よく発達した多細胞体制の生物は様々な種類の細胞からなっているが、有性生殖においては、受精卵と呼ばれる一つの細胞に始まる。受精卵から成熟した個体になる過程を個体発生と呼び、元の細胞から異なる細胞が生じることを、分化と呼ぶ。ただし種々に分化した細胞においても基本的にゲノムは同一であり、すべての細胞は同一の遺伝情報をもっている。これは遺伝子発現やクロマチン状態の違いに依存している。ただし哺乳類の獲得免疫における抗体産生細胞や、線形動物ウマノカイチュウの体細胞などではゲノムの変化が起こることが知られている。

### 動物における多細胞体制
動物的生活は、移動をしながら外部から食料を取るやりかたのことである。このようなやり方の生物で、多細胞のものは動物界に属するものだけであり、原生生物界の動物的生き物は、すべて単細胞、ないしは群体である。
この方向での多細胞化の進化が、どのように行われたかについては、今も諸説があり、決定的な定説はないが、有力な説としてヘッケルの系統発生論がある。いずれにせよ、移動することにより、進行方向の細胞が、より餌をとる可能性が高いだろうから、早い段階で、栄養が各細胞に行き渡る仕組みが発達したと思われる。同様に、運動の仕組み、感覚、及びそれらの情報を伝える仕組みが発達し、複雑な組織系、器官系を進化させた。その代償として個々の細胞は互いに依存しあい、個々の部分が独立して生き延びる能力は低くなっている。
なお、変形菌もある意味で動物的生活である。彼らの場合、多細胞化ではなく、核が増えても細胞分裂をせず、多核体化することを選択したとも見られる。

### 植物における多細胞体制
植物的生活とは、光合成を行い、独立栄養をすることである。これに類する生物は原核生物の藍藻類、原生生物の藻類各群、植物界にわたっている。光合成をするためには、光が当たって、二酸化炭素と水の取り込みができれば、他に何もいらない。体を固定する必要などから、多細胞化をするにせよ、細胞が平らに並んでいる構造までは、特に工夫しなくても各細胞が自活できる。実際、いくつもの藻類の分類群で、独自に多細胞化が進み、原核生物である藍藻にも一列に並んだ細胞からなる多細胞体制が見られる。その多くでは、生殖細胞の分化以外にはっきりとした分化は見られず、生殖細胞が分化していないものも多い。他方、それらの仲間には、未だに単細胞生活のものが含まれている。褐藻では、藻類の中では例外的に組織の分化が見られ、これが彼らの極端な大型化を支えているのかも知れない。

植物の組織分化は、陸上進出時に大きく変化した。体を支え、水を吸い上げるための根や維管束、水の少ないところでの有性生殖を確保するための花など、水中生活の藻類とは遙かに異なった段階の多細胞体制の進化が起きている。

### 菌類の多細胞化
菌類的生活は、基質表面に体を接触させ、それを消化して体表から吸収する生活である。原生生物の卵菌などや、菌界に属するものがこれに含まれる。このような生活では、多細胞化はせずともよいが、体表面積は大きく取ることが重要になる。彼らの選んだ多細胞体制は、菌糸という一列の細胞が先端成長してゆく、ごく簡単なものである。菌界の生物は、すべてが単細胞か、菌糸からなる多細胞かのいずれかの体制を取る。より複雑な構造、たとえば肉眼的な大きさの子実体（キノコ）も、菌糸の絡み合いによって作られる。他方、菌界を構成する四つの門（ツボカビ門・接合菌門・子嚢菌門・担子菌門）のすべてに、単細胞生物が含まれている。また、菌糸体を形成する菌類でも、条件によっては、単細胞体制を取るものがあることが知られている。
また、これらにおける多細胞体では、多核体やそれに近い性質が強い。ツボカビ類に属する菌糸を形成するもの、および接合菌類の菌糸体は多核体であることが普通である。子嚢菌類、担子菌類では菌糸にしっかりした隔壁があって多細胞性が明らかであるが、実際には細胞質を細胞に仕切る隔壁に穴があり、ここを核や細胞器官が移動する可能性があることが知られている。